# Hana Kvášová
Hana Kvášová (* 28. září 1989) je česká házenkářka a reprezentantka českého národního týmu.
Házenkářské obci je více známá pod dívčím jménem Kutlvašrová. Téměř celou kariéru strávila v domácích soutěžích ve Slavii Praha, kam přišla jako dorostenka z Havlíčkova Brodu. Pouze v roce 2014 kariéru kvůli mateřství přerušila. Poté, co se jí narodila dvojčata, se v lednu 2016 na palubovky vrátila a její návrat neunikl ani trenéru reprezentace Janu Bašnému.
Na konci sezony 2016–17 oznámila odchod do házenkářského důchodu. Po pár týdnech se díky své kvalifikaci vrátila k reprezentaci, ale nyní už jako masérka. Házenou zatím aktivně provozovala pouze na nižší úrovni v dresu Havlíčkova Brodu. Na konci sezony 2018–19 dostala nabídku z Písku, který se zrovna zachraňoval v extralize, se kterou souhlasila a vrátila se opět zpátky na ligové palubovky.
Díky svým výkonům v nadstavbové části si opět řekla o reprezentační dres na kvalifikační dvojutkání proti Černé Hoře, v němž české házenkářky nakonec nejtěsnějším rozdílem neuspěly a mistrovství světa 2019 v Japonsku se tak zúčastnil celek Černé Hory.
Díky svým výkonům byla vyhlášena v sezoné 2018–2019 osobností ligy. Jejich výkonů si všimli i trenéři francouzského druholigového týmu Sambre Avesnois Handball, sezonu 2020–2021 tak stráví na svém prvním zahraničním angažmá.